# 윤효정
윤효정(尹孝定, 1858년 ~ 1939년)은 구한말의 문신, 학자, 애국지사인데 경기도 양주 출신으로 본관은 파평(坡平)이고 아호는 운정이다.
생부 윤희섭(尹熙燮)의 차남(次男)으로 출생하였고 중부(仲父) 윤응섭(尹應燮)에게 양자로 출계하였으며 1893년 음서로써 천거된 그는 1년 후 1894년에 갑오경장 이후 탁지부주사로 근무하였고, 1898년 독립협회 간부로 활동하다가 고종양위음모사건에 관련되어 일본으로 망명하였다. 고베에서 박영효·우범선 등과 조일의숙을 세워 한국의 유학생을 수용하였다. 그런데, 윤효정이 우범선과 교제하는 동안 그가 을미사변의 관련자라는 것을 알게 되었다. 그는 고영근 등을 시켜 우범선을 살해하였다. 귀국하여 1905년 이준·양한묵 등과 헌정연구회 입헌정치체제를 연구하였고, 1906년 장지연 등과 헌정연구회를 토대로 대한자강회를 조직하였다. 이후 《대한협회회보》·《대한민보》를 간행하여 일제의 통감정치와 친일매국단체인 일진회에 맞섰다. 1931년부터 《동아일보》에 〈풍운한말비사〉를 연재하였으며, 1930년대에는 홍만자회(紅卍字會) 대한제국 지부의 일을 맡아보았다.

## 가족 관계
- 친아버지 : 윤희섭(尹熙燮)
- 친어머니 : 진주유씨(晉州柳氏)
- 양아버지 : 윤응섭(尹應燮) - 원래 중부(둘째 작은아버지)
- 양어머니 : 청송 심씨 부인 - 원래 중모(둘째 작은어머니)
- 부인 : 창원 황씨, 안동 김씨
- 장녀 : 윤정원(尹貞媛) - 초취 창원 황씨 부인 소생
  - 장녀의 배 : 최석하(崔錫夏)
- 차녀 : 윤숙원(尹淑媛) - 측실 밀양 박씨 부인 소생
- 장남 : 윤승한(尹昇漢) - 계실 안동 김씨 부인 소생
- 차남 : 윤창한(尹昌漢) - 계실 안동 김씨 부인 소생
- 3 남 : 윤명한(尹明漢) - 계실 안동 김씨 부인 소생
- 4 남 : 윤정한(尹晶漢) - 계실 안동 김씨 부인 소생
- 5 남 : 윤영한(尹映漢) - 계실 안동 김씨 부인 소생

## 저서
- 《한말 비사》

## 기타
그의 저서 《한말 비사》는 《윤치호 일기》, 《매천야록》, 《한국통사》와 함께 구한 말의 시대상을 알 수 있는 작품의 하나로 꼽히기도 한다.
2025.6.22 kbs 진품명품에 나온 그의 예서체 글씨 한점이 추정감정가 오백만원을 받음

## 같이 보기
| - 을미사변 - 한말비사 - 명성황후 - 황현 - 이용익 - 민영환 - 김경중 - 박은식 - 신채호 - 흥선대원군 - 고영근 - 윤치호 | - 갑오개혁 - 을미개혁 - 고종 양위 사건 - 박영효 - 서재필 - 이완용 - 이준용 - 우범선 - 이종일 - 이승만 - 김구 - 장지연 |